# Zoraida howei
Zoraida howei är en insektsart som beskrevs av Schmidt 1926. Zoraida howei ingår i släktet Zoraida och familjen Derbidae. Inga underarter finns listade i Catalogue of Life.